# Servizio antincendio comunale
Il servizio antincendio comunale è un servizio di soccorso pubblico istituito in Italia e gestito da una amministrazione comunale, generalmente inquadrato nel sistema di difesa civile o, più raramente, costituito da personale specializzato con qualifica di agente di polizia locale.

## Disciplina normativa
Il servizio è stato ridisciplinato dalla legge 27 dicembre 1941, n. 1570; tuttavia con l'istituzione del corpo nazionale dei vigili del fuoco, i comuni non sono più obbligati ad offrire tale servizio: esso può essere istituito solo in presenza di sufficienti disponibilità economiche e reali necessità di pubblica sicurezza, specialmente in zone altamente industrializzate o con vaste superfici boschive a rischio d'incendio.
Ciascun sindaco è responsabile della protezione del territorio e vige l'obbligo di elaborare un piano comunale di protezione civile, individuando gli strumenti e le risorse necessarie per fronteggiare determinate calamità.

## Soggetti
L'inquadramento nella polizia locale è indispensabile per lo svolgimento di determinate attività, legate alla prevenzione di incidenti e disastri, attraverso la vigilanza sul rispetto di regolamenti comunali ed ordinanza del Sindaco.

## Caratteristiche
L'organizzazione e l'inquadramento del personale sono subordinati alle disponibilità economiche ed esigenze specifiche di ciascun comune: dalle squadre volontarie che si occupano dell'estinzione degli incendi boschivi e attività tipiche della protezione civile, fino ai servizi di soccorso costituiti da dipendenti professionisti e specializzati in varie mansioni del soccorso tecnico urgente (protezione antincendio della aree industriali e/o dei centri abitati, ecc).
La sicurezza all'interno degli edifici è in massima parte garantita da apposite disposizioni, sotto forma di regolamenti comunali per l'edilizia, il cui rispetto è necessario per l'ottenimento dell'agibilità. Un ruolo fondamentale è attribuito alle ordinanze, emesse dal Sindaco per far fronte a gravi problemi di pubblica sicurezza. Il personale assegnato al Servizio Antincendio è soggetto ad un regolamento di servizio, comprendente speciali requisiti di idoneità psicofisica.